# Naissus (stolica tytularna)
Naissus (łac. Naissitanus) – stolica historycznej diecezji w Dacji istniejącej w czasach rzymskich.
Współczesne miasto Nisz w Serbii. Obecnie katolickie biskupstwo tytularne ustanowione w 1933 przez papieża Piusa XI. 

## Biskupi tytularni
| Lp. | Biskup                         | Funkcja                                              | Od                   | Do                |
| --- | ------------------------------ | ---------------------------------------------------- | -------------------- | ----------------- |
| 1   | William Francis O’Shea         | wikariusz apostolski Heijo (Korea Północna)          | 11 lipca 1939        | 22 lutego 1945    |
| 2   | Henri Routhier                 | wikariusz apostolski Grouard (Kanada)                | 11 czerwca 1945      | 13 lipca 1967     |
| 3   | Victor Hugo Martínez Contreras | biskup pomocniczy Huehuetenango                      | 30 listopada 1970    | 20 września 1975  |
| 4   | Paul Josef Cordes              | biskup pomocniczy Paderborn urzędnik Kurii Rzymskiej | 27 października 1975 | 24 listopada 2007 |
| 5   | Ambrose Madtha                 | nuncjusz apostolski                                  | 8 maja 2008          | 8 grudnia 2012    |
| 6   | Valdir Mamede                  | biskup pomocniczy Brasílii (Brazylia)                | 6 lutego 2013        | 10 lipca 2019     |
| 7   | Adrian Galbas                  | biskup pomocniczy ełcki                              | 12 grudnia 2019      | 4 grudnia 2021    |
| 8   | Basilio Mamani Quispe          | biskup pomocniczy La Paz (Boliwia)                   | 22 lutego 2022       |                   |